# Sury-près-Léré
Sury-près-Léré település Franciaországban, Cher megyében. Lakosainak száma 656 fő (2022. január 1.). Sury-près-Léré Belleville-sur-Loire, Léré, Savigny-en-Sancerre, La Celle-sur-Loire és Neuvy-sur-Loire községekkel határos.

## Népesség
A település népessége az elmúlt években az alábbi módon változott:
| Lakosok száma | 331  | 378  | 481  | 553  | 591  | 685  | 711  | 680  | 662  | 656  |
|               | 1968 | 1982 | 1990 | 2006 | 2013 | 2015 | 2017 | 2019 | 2020 | 2022 |